# Облучье
Облу́чье (идиш אָבלוטשיע‎) — город (с 1938) в России, административный центр Облученского района Еврейской автономной области.
Население — 7831 чел. (2023).

## Этимология
Основан в 1911 году как посёлок при строительстве станции Облучье, открытой в 1915 году. Название образовано от глагола «облучить» (обогнуть) — в этом месте у подножия сопок железная дорога образует огромную петлю, огибая («облучая») их. С 1938 года — город Облучье.

## История
В начале XX века, на одном из участков Средне-Амурской железной дороги, в отрогах горного массива Хинган, возникла станция, которая поначалу получила название Сололи – по имени притоков реки Хинган Большой и Малой Сололи. В июле 1911 года сюда прибыла первая партия наёмных рабочих. Чтобы добраться на телегах и пешком от приамурской казачьей станицы Пашково, находившейся в 40 километрах от этого места, им понадобилось шесть дней.
В 1915 году здесь состоялась смычка первого и второго участков Амурской железной дороги, завершившая её строительство (оставался несданным только мост через Амур). Тогда же Облучье получило своё современное название. Статус посёлка городского типа присвоен в 1928 году.
Колея строившейся железной дороги прокладывалась по склонам сопок, огибая долину. История не сохранила имени того человека, кому изгиб рельсов напомнил формой выгнутый передок деревянных саней или повозки, на котором сидит ямщик, — облучок. Но производное от него слово – Облучье – уже через три года после начала строительства станции стало её названием и закрепилось на последующие годы. По другой версии, название происходит от слов "обойти лучше".
В 1937 году Облучье становится центром первого отделения Дальневосточной железной дороги. Здесь находится крупная железнодорожная станция, локомотивное и вагонное депо, электростанция, кирпичный завод, домостроительный комбинат и несколько артелей.
В 1938 году рабочий посёлок Облучье преобразуют в город. В 1945 году он становится райцентром Облученского района ЕАО – самого крупного района Еврейской автономной области.
Численность населения города — около 8000 человек. Основной деятельностью города и большинства трудоспособного населения, является обеспечение бесперебойной работы одного из самых сложных участков Дальневосточной железной дороги.

## Население
| 1923    | 1924    | 1926    | 1931    | 1939    | 1959    | 1970    | 1979    | 1989    |
| ------- | ------- | ------- | ------- | ------- | ------- | ------- | ------- | ------- |
| 550     | ↗1140   | ↗2733   | ↗6000   | ↗13 598 | ↗15 277 | ↘12 781 | ↗13 420 | ↘12 016 |
| 1992    | 1996    | 1998    | 2000    | 2001    | 2002    | 2003    | 2005    | 2006    |
| ↘11 700 | ↘11 600 | →11 600 | ↘11 300 | →11 300 | ↘11 069 | ↗11 100 | ↘11 000 | ↘10 900 |
| 2007    | 2008    | 2009    | 2010    | 2011    | 2012    | 2013    | 2014    | 2015    |
| ↘10 800 | ↘10 700 | ↘10 574 | ↘9379   | ↘9303   | ↘9033   | ↘8910   | ↘8851   | ↘8811   |
| 2016    | 2017    | 2018    | 2019    | 2020    | 2021    | 2023    |         |         |
| ↘8792   | ↘8742   | ↘8540   | ↘8393   | ↘8365   | ↘7959   | ↘7831   |         |         |

На 1 января 2025 года по численности населения город находился на 991-м месте из 1124 городов Российской Федерации.

## География
Город расположен на реке Хинган (приток Амура), в 159 км от Биробиджана, на границе с Амурской областью. Железнодорожный узел на Транссибирской магистрали, которая здесь делает большую петлю между сопок в виде облучка (отчего происходит одна из версий названия ранее — посёлка, теперь — города). Благодаря тому, что город закрыт с севера горами, микроклимат местности очень благоприятный.
С запада на восток город окружён сопками. На севере горы сближаются, оставляя узкий проход для реки Хинган. С юга город ограничен широкой заболоченной равниной.
Спутник города Облучье — село Ядрино Амурской области, расстояние по автотрассе «Амур» — около 2 км, напрямую — южную часть города и село разделяет река Хинган.

### Климат
Климат в этом районе муссонный — зима сухая и холодная, лето влажное и тёплое. Средняя температура января минус 25 °C, июля — плюс 20 °C.
Воды реки Хинган используются в основном для нужд станции, население города снабжается подрусловыми водами реки Хинган.
- Среднегодовая температура воздуха — −0,6 °C
- Относительная влажность воздуха — 70,2 %
- Средняя скорость ветра — 1,8 м/с

| Показатель                            | Янв.  | Фев. | Март | Апр. | Май  | Июнь | Июль | Авг. | Сен. | Окт. | Нояб. | Дек. | Год  |
| ------------------------------------- | ----- | ---- | ---- | ---- | ---- | ---- | ---- | ---- | ---- | ---- | ----- | ---- | ---- |
| Средняя температура, °C               | −25,1 | −20  | −9,3 | 2,9  | 10,7 | 16,7 | 19,9 | 18,0 | 11,4 | 1,5  | −12,2 | −23  | −0,6 |
| Источник: NASA. База данных RETScreen |       |      |      |      |      |      |      |      |      |      |       |      |      |

## Экономика
- Предприятия Дальневосточной железной дороги
  - Облученский тоннель (см. Хинганские тоннели)
  - Эксплуатационное локомотивное депо Облучье ТЧЭ-1 (ОАО "РЖД")
  - Сервисное локомотивное депо Облучье (Филиал "Дальневосточный" Хабаровск II ООО "ЛокоТех-Сервис") - Находится в стадии ликвидации
    - Научно-исследовательский институт технологии, контроля и диагностики железнодорожного транспорта (ОАО «НИИТКД») - Находится в стадии ликвидации
    - Дальневосточная дирекция по ремонту тягового подвижного состава ДВОСТ ТР (ТРПУ-32 Филиал "Дальневосточный" Хабаровск II ОАО "РЖД") - Находится в стадии ликвидации
    - ЛокомотивТрансСервис - Находится в стадии ликвидации

  - Ремонтно-сервисный участок Облучье ООО «РПТ Групп»
    - Хабаровская механизированная дистанция инфраструктуры ПЧМ-Хабаровск (ОАО "РЖД")

  - Эксплуатационное вагонное депо Хабаровск II ВЧДЭ-1 (ОАО "РЖД") - Находится в стадии ликвидации
  - Облученская дистанция пути ПЧ-1 (ОАО "РЖД")
  - Облученская дистанция электроснабжения ЭЧ-1 (ОАО "РЖД")
  - Биробиджанская дистанция сигнализации, централизации и блокировки ШЧ-2 (ОАО "РЖД") - Находится в стадии ликвидации
  - Восстановительный поезд станции Облучье ВП101 (ОАО "РЖД")
  - Хабаровская дистанция инженерных сооружений ПЧИССО (ОАО "РЖД")
  - Хабаровский региональный центр связи РЦС-1 (ОАО "РЖД")
  - Хабаровская дистанция гражданских сооружений НГЧ-3 (ОАО "РЖД") - Находится в стадии ликвидации
  - Хабаровский центр организации работы железнодорожных станций ДЦС-1 (ОАО "РЖД")
  - Филиал ФГП ВО ЖДТ РОССИИ НА ДВЖД
- Филиал транспортной компании ООО "РесурсТранс"
- Дорожная база ООО "БДРСУ"
- Транснефть – Дальний Восток (НПС-30)
- Сбербанк
- ВТБ (Филиал банка закрыт)
- Почта Банк
- Совкомбанк
- Предприятия торговли и обслуживания населения

## Связь
- Почта России
- Ростелеком (Дальсвязь — 1 апреля 2011 года компания вошла в состав ПАО «Ростелеком»)
- МегаФон
- Yota (ООО Yota является дочерней компанией ПАО МегаФон)
- МТС
- Билайн
- Tele2 (С 12 февраля 2020 года компания на 100% принадлежит ПАО «Ростелеком»)
- Сеть вкусов (ТТК)
- Филиал РТРС "РТПЦ ЕАО"

## Образование и здравоохранение
В городе работают:
- МКДОУ «Детский сад №4 г. Облучье»
- ЧДОУ «Детский сад № 245 (ОАО "РЖД")
- МБОУ СОО "Школа № 2 г. Облучье"
- МБОУ СОШ № 3 г. Облучье имени Героя Советского Союза Юрия Владимировича Тварковского
- Лицей № 19 (ОАО "РЖД") - (До 28.07.2023 Школа-интернат № 27)
- ОГПОБУ "Технический колледж" - (До 12.04.2016 ОГПОБУ «Профессиональное училище № 6»)
- МО ДОСААФ России Облученского района ЕАО
- РО ВВПОД "ЮНАРМИЯ" ЕАО
- МОУ ДОД «Детская школа искусств» г. Облучье
- ОГБУЗ "Облученская районная больница"
- ЧУЗ «КБ «РЖД-Медицина» г. Хабаровск», Поликлиника №3 на ст. Облучье (ОАО "РЖД") - Находится в стадии ликвидации

## Религия
В городе имеется православный Храм во имя Преображения Господня. 15 октября 2013 года на территории Облученской дистанции пути освящена православная часовня во имя Святителя Спиридона, епископа Тримифунтского, чудотворца.

## Средства массовой информации
- Газета «Искра Хингана» (С 02 июня 2022 года по 09 января 2024 года ликвидация газеты)
- Авторадио
- Радио FM-Биробиджан
- Радио России / ГТРК Бира

## Досуг
- МАУ «Центр развития спорта»
- МКУК «ТЮЗ»
- Горнолыжная база «Гора Змеинная»
- Трасса для лыжных гонок
- Мотокросс
- Физкультурно-оздоровительный комплекс с бассейном "Дальневосточник"

## Известные уроженцы и жители
- Тварковский, Юрий Владимирович (1921—1943) — Герой Советского Союза (1943), родившийся и проживавший на территории города до 1939 года.
- Маркин, Сергей Андреевич (род. 1962) — российский спортсмен и тренер (гиревой спорт), абсолютный чемпион мира среди мужчин-ветеранов (2012), лауреат премии губернатора Еврейской автономной области в номинации «Лучший спортсмен года» (2012), проживающий на территории города.